# حزب الاتحاد الوطني (إيران)
حزب الاتحاد الوطني (بالفارسية: حزب اتحاد ملی) كان حزبًا ملكيًا في إيران، تأسس كفرع من التكتل الذي يحمل الاسم نفسه في البرلمان الإيراني. 
دعا الحزب إلى دعم الشاه ومتابعة برامج المحافظة الاجتماعية، بينما كان يسعى للحصول على المساعدة الأمريكية، وخاصة المساعدات العسكرية لموازنة نفوذ بريطانيا والاتحاد السوفيتي. 
مع خلفية محافظة، تحدث الحزب عن مزايا الاشتراكية وأعاد تسمية نفسه إلى حزب الشعب في أغسطس 1944 لتحدي حزب توده الإيراني. 